# Xuân An, Yên Lập
Xuân An là một xã thuộc huyện Yên Lập, tỉnh Phú Thọ, Việt Nam.
Xã Xuân An có diện tích 18,87 km², dân số năm 1999 là 2866 người, mật độ dân số đạt 152 người/km².